# Kew Gardens-Union Turnpike
Kew Gardens-Union Turnpike is een station van de metro van New York aan de Queens Boulevard Line in het stadsdeel Queens. De lijnen  maken gebruik van dit station.
 ·  ·  ·  ·  ·  ·  ·  ·  · 